# Kozar
Kozar je priimek več znanih slovenskih ljudi:
- Alen Kozar (* 1995), nogometaš
- Franc(e) Kozar (1904–1944), rudar, partizan; delavski pesnik in pisatelj
- Jasna Kozar Hutheesing (* 1952), slikarka
- Lojze Kozar (1910–1999), rimskokatoliški duhovnik, pisatelj in prevajalec
- Lojze Kozar (* 1958), rimskokatoliški duhovnik, pesnik in pisatelj, soboški generalni vikar
- Marija Kozar Mukič (* 1952), slavistka in etnologinja, dopisna članica SAZU
- Marjan Kozar (* 1962), hokejist in hokejski trener